# 27050 Beresheet
27050 Beresheet è un asteroide della fascia principale. Scoperto nel 1998, presenta un'orbita caratterizzata da un semiasse maggiore pari a 2,1854424 au e da un'eccentricità di 0,1523223, inclinata di 5,84468° rispetto all'eclittica.